# اومبرتو نوبیل
اومبرتو نوبیل (ایتالیایی: Umberto Nobile; ۲۱ ژانویهٔ ۱۸۸۵ – ۳۰ ژوئیهٔ ۱۹۷۸) مکتشف قطب شمال و مهندس اهل ایتالیا بود.
وی برای اولین بار در سال ۱۹۲۶ با کشتی هوایی به قطب شمال سفر کرده و سپس مسیر قاره اروپا به آمریکا را از بالای کوه‌های یخی طی کرده‌است.